# Max Fenichel
Max Fenichel, auch Menasche, Menasse (* 2. Juli 1885 in Tarnów, Österreich-Ungarn; ermordet 16. September 1942 im Ghetto Litzmannstadt), war ein österreichischer Fotograf. 

## Leben
Menasche Fenichel wohnte seit 1915 in Wien und meldete dort ein Fotografengewerbe an. Sein
Atelier befand sich von 1917 bis 1938 im 7. Bezirk in der Kenyongasse 27/6. Er arbeitete unter anderem für die Tageszeitung Die Stunde und die Zeitschrift Die Bühne als Fotoreporter und gehörte zu den Fotografen, die das neue Mittel der Serienbildreportage entwickelten. In seinem Atelier fertigte Fenichel eine Vielzahl von Porträtfotos, auch von Bühnenkünstlern, an. 
Fenichel war Mitglied der „Genossenschaft der Photographen in Wien“ und der Organisation der Wiener Presse. Nach dem Anschluss Österreichs 1938 erhielt er als Jude ein Berufsverbot und musste das Fotoatelier aufgeben; auch musste er umziehen. Im Oktober 1941 wurde er mit seiner Frau in das Ghetto Litzmannstadt im deutsch besetzten Polen deportiert, wo beide ermordet wurden. 

Fotos
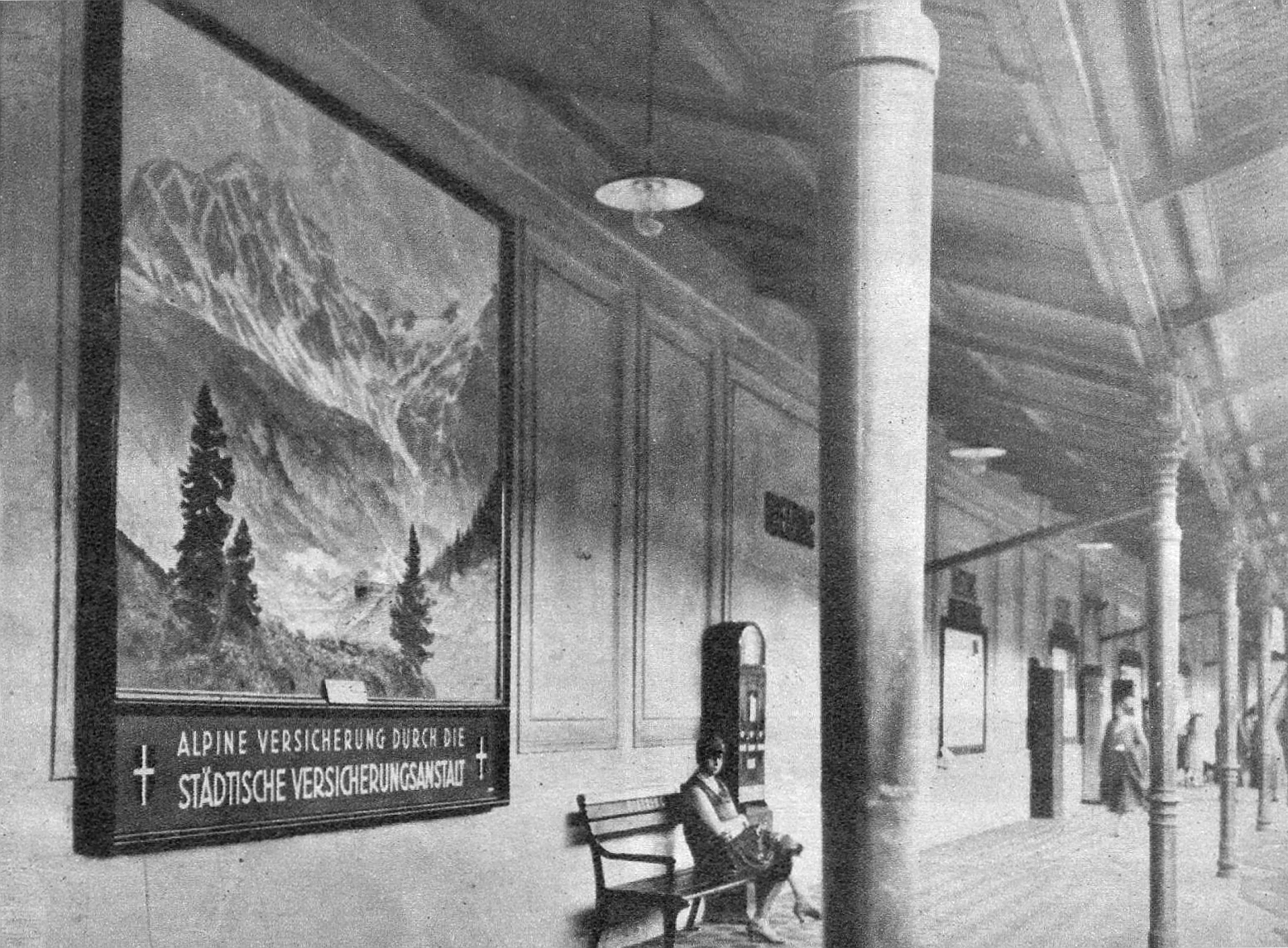
Stadtbahnstation Hietzing (1929)
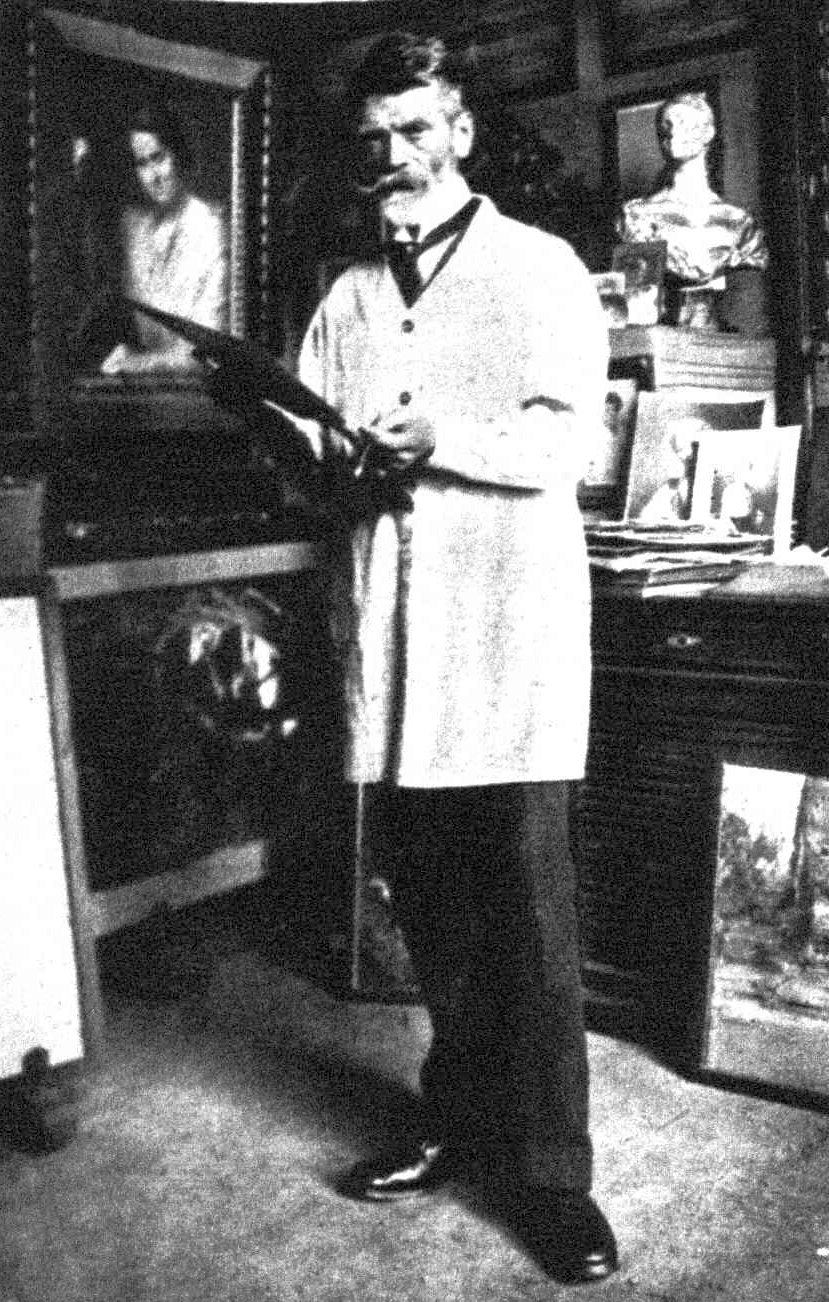
Ludwig Michalek (1919)
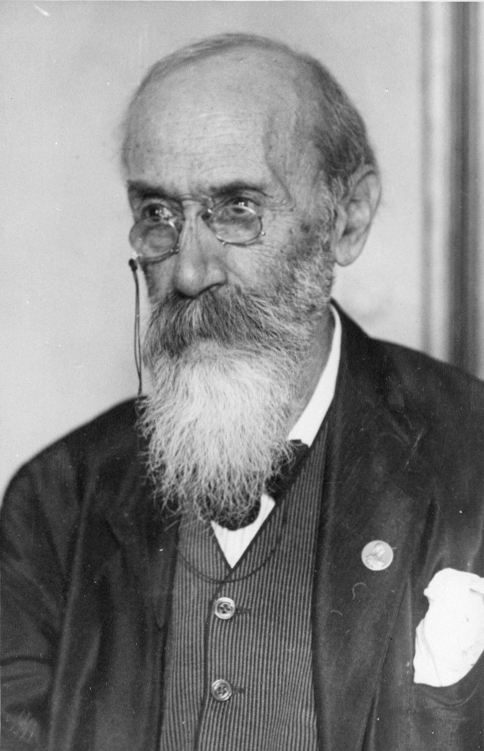
Max von Portheim (ohne Jahr)
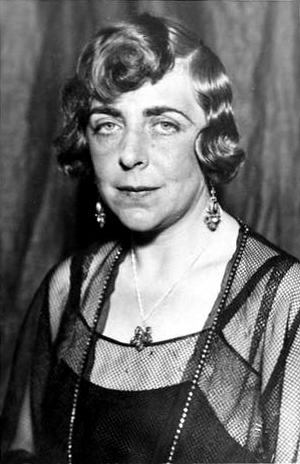
Vicki Baum (um 1930)
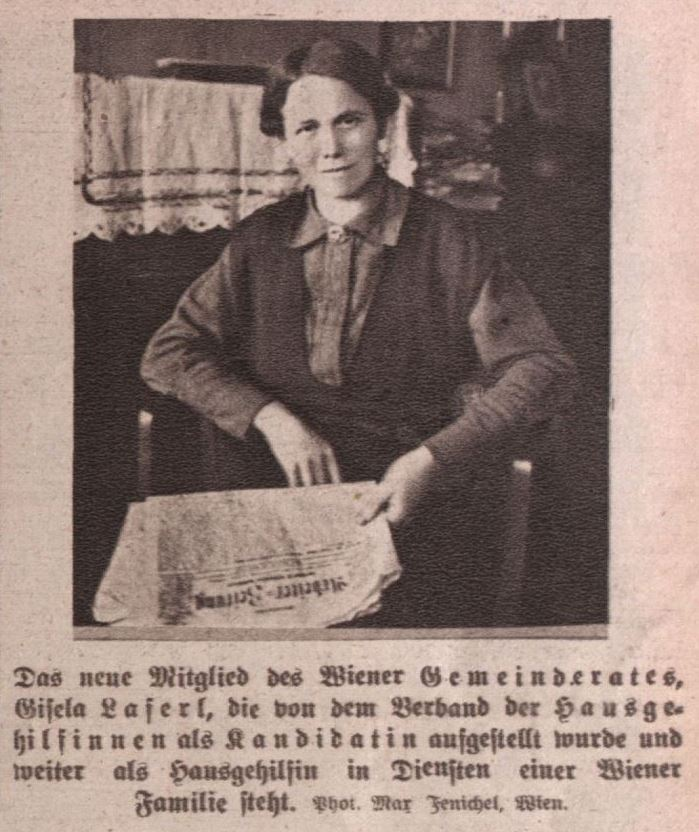
Gisela Laferl (1919)